# Jason Robinson (rugbista)
Jason Thorpe Robinson (Leeds, 30 de julio de 1974) es un exjugador británico de rugby que se desempeñaba como wing o centro.
Robinson comenzó jugando rugby league pero finalmente eligió el rugby a 15; destacó por su rápida aceleración y carrera en velocidad con la que vencía a los defensores. Jugó para el XV de la Rosa con la que se consagró Campeón del Mundo en Australia 2003. Además fue convocado a los British and Irish Lions para la giras a Australia 2001 y Nueva Zelanda 2005.

## Selección nacional
Su debut internacional fue contra Italia donde ingresó desde suplente en 2001. En 2005 con el retiro de Lawrence Dallaglio y la posterior lesión de Jonny Wilkinson, se convirtió en el primer capitán negro del seleccionado inglés.
En total jugó 51 partidos, marcó 28 tries y además del Mundial ganó el torneo de las Seis Naciones 2003.

### Participaciones en la Copa del Mundo
Robinson participó de Australia 2003 donde marcó el try más importante del rugby inglés; en la final ante los Wallabies. Jugó también Francia 2007 donde el XV de la Rosa alcanzó el subcampeonato.
| Mundial                       | Sede      | Resultado  | PJ | Tries |
| ----------------------------- | --------- | ---------- | -- | ----- |
| Copa Mundial de Rugby de 2003 | Australia | Campeón    | 7  | 4     |
| Copa Mundial de Rugby de 2007 | Francia   | Subcampeón | 5  | 1     |

## Palmarés
- Campeón del Torneo de las Seis Naciones de 2003.
- Campeón de la Aviva Premiership de 2005-06.
- Campeón de la Copa Desafío de 2001/02 y 2004/05.